# Stortorget, Växjö

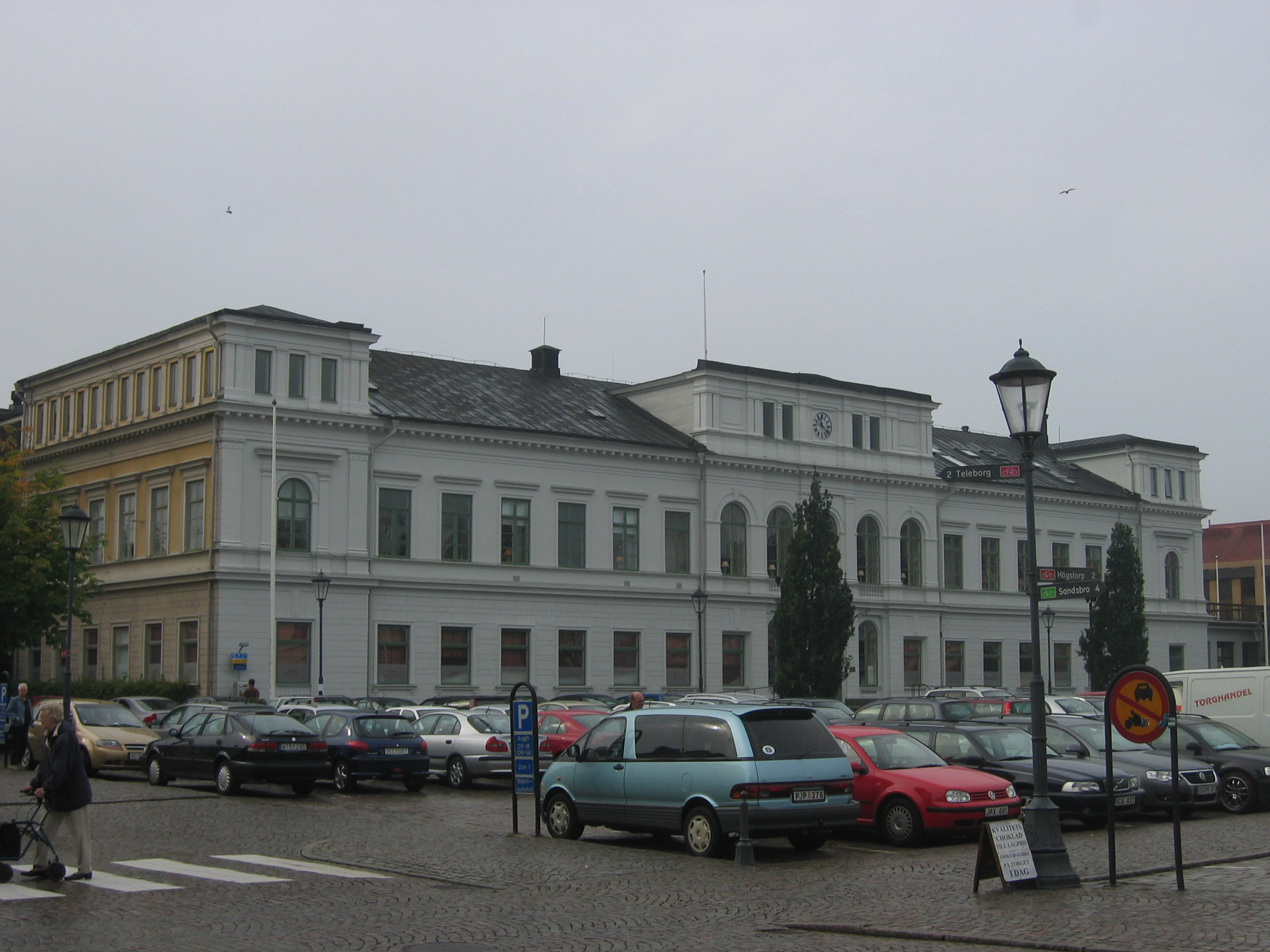
Stadshotellet vid Stortorget.

Stortorget i Växjö är stadens mest framträdande plats. I sin nuvarande utformning är den utlagd efter stadsbranden 1843, varför den äldsta bebyggelsen vid torget härstammar från denna tid.
Vid Stortorget återfinns på den norra sidan av torget Residenset, byggt 1843–1844 i empirestil, där landshövdingen i Kronobergs län har sin bostad. Huvudbyggnaden är 54 meter lång och sträcker sig över hela norra sidan av torget. På torgets södra sida finns Stadshotellet invigt 1852 och ombyggt 1900. De övriga torgsidorna domineras av en modernistisk bebyggelse, framförallt den västra torgsidan mot Storgatan som utgör Växjös ledande handelsgata. Mot östra torgsidan kan man skymta Växjö domkyrka.
Tidigare gick riksväg 23 och riksväg 25 igenom Stortorget. Storgatan är numera bilfri, men torgets yta upplåts till största del åt bilparkering när det inte är torghandel.